# Steve Davislim
Steve Davislim (* 14. Mai 1967 in George Town, Penang, Malaysia; † 10. August 2024 in Wien) war ein in Malaysia geborener australischer Tenor.

## Leben
Davislim wurde 1967 als Steven Lim geboren. Sein Vater David Lim ist chinesischer Abstammung; dessen Eltern hatten sich vor dem Zweiten Weltkrieg in Penang niedergelassen. David Lim lernte seine irische Frau Joyce Davis, eine Krankenschwester, während seines Studiums am Royal College of Surgeons in Dublin in den 1950er-und-1960er-Jahren kennen. Nach ihrer Heirat kehrten sie nach Penang zurück. Bald nach Steves Geburt zog die Familie nach Australien, zunächst nach Tasmanien, dann nach Melbourne.
Davislim wirkte acht Jahre lang als Hornist in Blechbläsergruppen und Orchestern, während er am Victorian College of the Arts seinen Bachelor of Music machte. Dort begann er ein Gesangsstudium bei Dame Joan Hammond und schloss es mit Auszeichnung ab. Er sang drei Jahre lang an der Victoria State Opera. Beim Melbourne Spoleto Fringe Festival 1988 gab er sein Debüt in La Calisto von Francesco Cavalli.
1994 wurde Davislim Mitglied des Opernhaus Zürich. Dort sang er unter anderem den Grafen Almaviva in Rossinis Il barbiere di Siviglia, Achilles in Offenbachs Die schöne Helena, Tamino in Mozarts Zauberflöte, Ferrando in Così fan tutte, Don Ottavio in Don Giovanni, Camille in Lehárs Die lustige Witwe und Gonsalvo in Ravels L’heure espagnole. Er trat auch bei den Salzburger Festspielen, der Staatsoper Hamburg und der Staatsoper Berlin auf. 2005 gab er sein Debüt an der Chicago Lyric Opera. Im Dezember 2005 erregte er mit seiner Darstellung der Titelrolle von Mozarts Idomeneo bei der Saisoneröffnung der Mailänder Scala große Aufmerksamkeit. 2007 sang er die Hauptrolle in der Uraufführung von Teneke, einer Oper von Fabio Vacchi, die in der Türkei des 20. Jahrhunderts spielt.
Davislim war ein gefragter Konzertsänger und trat u. a. mit dem Chicago Symphony Orchestra, dem BBC Symphony Orchestra, dem San Francisco Symphony Orchestra, dem Royal Danish Orchestra und dem Cleveland Orchestra auf. Zu seinen Auftritten bei den BBC Proms zählen Schumanns Szenen aus Goethes Faust (1999), Mendelssohns Sinfonie Nr. 2 „Lobgesang“ (2009) und Beethovens Sinfonie Nr. 9 Ode an die Freude (2014; unter Alan Gilbert). Er nahm an der Aufnahme von Beethovens Neunter Symphonie mit dem Tonhalle-Orchester Zürich teil, die Teil der preisgekrönten Gesamtaufnahme aller Beethoven-Symphonien dieses Ensembles beim Label Ars Nova war. Seine weitere Diskographie umfasst Mozarts Requiem mit Christian Thielemann, Bach-Kantaten mit John Eliot Gardiner, Orchesterlieder von Richard Strauss unter Simone Young, Bohuslav Martinůs Julietta unter Sir Charles Mackerras und Michael Tippetts A Child of Our Time mit Colin Davis und dem London Symphony Orchestra.
2007 nahm er zusammen mit einer rein australischen Besetzung an den Weltersteinspielungen zweier Werke von Camille Saint-Saëns teil: der Oper Hélène (geschrieben für Nellie Melba) und der Kantate Nuit persane, beide mit dem Orchestra Victoria unter der Leitung von Guillaume Tourniaire.
Davislim wohnte zuletzt in Wien. Er starb am 10. August 2024 im Alter von 57 Jahren.

## Tondokumente
- Karol Szymanowski: Konzert für Violine Nr. 1 · Sinfonie Nr. 3 „Chant de la nuit“. Christian Tetzlaff (Violine), Steve Davislim (Tenor), Wiener Philharmoniker, Wiener Singverein, dirigiert von Pierre Boulez. CD Deutsche Grammophon 2010. Diapason d’or des Jahres 2011.